# Diopa creta
Diopa creta är en fjärilsart som beskrevs av Druce 1901. Diopa creta ingår i släktet Diopa och familjen nattflyn. Inga underarter finns listade i Catalogue of Life.